# Ostatni król Szkocji (film)
Ostatni król Szkocji (ang. The Last King of Scotland) – brytyjski dramat filmowy z 2006 roku w reżyserii Kevina Macdonalda. Ekranizacja książki Gilesa Fodena pod tym samym tytułem ukazująca dyktaturę Idiego Amina w Ugandzie. Krwawe wydarzenia towarzyszące jego rządom przedstawione są z punktu widzenia fikcyjnej postaci osobistego lekarza Amina, Szkota Nicholasa Garrigana.
Forest Whitaker, odtwarzający w filmie rolę tytułowego dyktatora, otrzymał za swoją rolę Oskara.
Zdjęcia realizowano w Kampali w Ugandzie oraz w Wielkiej Brytanii. Premierowy pokaz filmu miał miejsce podczas festiwalu filmowego w Telluride w Stanach Zjednoczonych 1 września 2006 roku. Obraz wszedł na ekrany kin w Wielkiej Brytanii i Irlandii 12 stycznia 2007 roku, w Ameryce 19 stycznia 2007 roku, zaś w Polsce 9 lutego 2007 roku.

## Fabuła
Po ukończeniu studiów medycznych w 1970 roku Nicolas Garrigan postanawia wyjechać, by pomagać chorym, ale też przy okazji użyć życia. Jego wyborem staje się afrykańska Uganda, a tam placówka prowadzona przez Sarę Zach i jej męża. W czasie gdy Garrigan osiedla się w Ugandzie, dochodzi do zamachu stanu, na którego czele stoi Idi Amin – generał obalający prezydenta Miltona Obote. Wracający z wystąpienia Amina Garrigan zostaje zatrzymany przez żołnierzy z prośbą o udzielenie pomocy rannemu Aminowi, który miał właśnie wypadek. Fakt, iż Garrigan pochodzi ze Szkocji, fascynuje generała do tego stopnia, że następnego dnia zaprasza młodego Brytyjczyka do siebie z propozycją objęcia funkcji jego osobistego lekarza.
Początkowo zafascynowany prezencją i stylem Amina (fascynację tę podsycają darowane przezeń prezenty, między innymi sportowy Mercedes), Garrigan wkrótce zaczyna dowiadywać się o dziwnych zaginięciach jego przeciwników. Nie dowierzając przyglądającym się sytuacji pracownikom londyńskiego rządu, lekarz coraz częściej słyszy o zbrodniach, za którymi ma stać przywódca. Szczególnym wydarzeniem staje się zniknięcie ministra zdrowia Ugandy, o którym Garrigan poinformował Amina, że widział go w jednym z klubów rozmawiającego z białym mężczyzną. Gdy okazuje się, że była to rozmowa na temat umowy na dostawę penicyliny, Garrigan pyta o ministra samego dyktatora. Otrzymuje głęboko zastanawiającą odpowiedź wraz ze stwierdzeniem, że on sam jest teraz Ugandyjczykiem. Wieczorem w splądrowanym mieszkaniu stwierdza brak swojego brytyjskiego paszportu, natomiast znajduje paszport przedstawiający go jako obywatela Ugandy, co oznacza brak możliwości wyjazdu.
Sprawa komplikuje się jeszcze bardziej, gdy Garrigan zakochuje się ze wzajemnością w jednej z młodych żon Amina, Kay. Wkrótce okazuje się, że zaszła ona w ciążę. Kobieta próbuje ją usunąć, jednak wkrótce zostaje zamordowana. Garrigan stara się uciec z kraju, lecz wywiad brytyjski żąda w zamian otrucia Idi Amina. Nieudana próba dokonania tego podczas słynnych wydarzeń na lotnisku w Entebbe kończy się aresztowaniem lekarza i jego ciężkim okaleczeniem. Ostatecznie udaje mu się uciec, dzięki wmieszaniu się w grupę zwalnianych zakładników.

## Obsada
- Forest Whitaker – Idi Amin
- James McAvoy – Nicholas Garrigan
- Simon McBurney – Nigel Stone
- David Oyelowo – doktor Junju
- Kerry Washington – Kay Amin
- Gillian Anderson – Sarah Zach